# Adrien Delille
Pour les articles homonymes, voir Delille (homonymie).
Adrien Delille, né Victor Bonaventure Antoine Goujon le 23 février 1800 à Lille et mort le 2 juillet 1877 dans le 20e arrondissement de Paris, est un prestidigitateur français.

## Biographie
Victor Bonaventure Antoine Goujon naît en 1800 à Lille.
Connu sous le pseudonyme « Adrien » ou « Adrien Delille », on l'appelle le « roi des physiciens banquistes » ; il commence très tôt à faire des tours en public, dès l'âge de 7 ans. Il porte le titre de « physicien du roi Charles X » et fait des tournées en France en prenant ses quartiers d'hiver à Paris. Un des tours qui a fait son succès est celui du « coffre lourd », petit coffre en acajou qui devenait impossible à soulever par le public, grâce au truc de l'aimant dissimulé au fond de la boîte.
Il meurt en 1877, en son domicile du 2, rue de Lagny,. Il est inhumé au Père-Lachaise.
Jean-Eugène Robert-Houdin le cite dans ses Confidences comme un des membres de la vieille école de prestidigitation.